# Хорді Амат
Хорді Амат (ісп. Jordi Amat; нар. 21 березня 1992, Барселона) — іспанський футболіст, центральний захисник молодіжної збірної Іспанії та валлійського клубу «Свонсі Сіті».

## Клубна кар'єра
У дорослому футболі дебютував 2009 року виступами за команду клубу «Еспаньйол», кольори якої захищає донині.

## Виступи за збірні
2010 року дебютував у складі юнацької збірної Іспанії, взяв участь у 4 іграх на юнацькому рівні.
З 2011 року залучається до складу молодіжної збірної Іспанії. На молодіжному рівні зіграв у 5 офіційних матчах.

## Титули і досягнення
- Володар Чемпіон Малайзії (2):

«Джохор Дарул Тазім»: 2022, 2023
- Володар Кубка Малайзії (1):

«Джохор Дарул Тазім»: 2022
- Володар Кубка Футбольної асоціації Малайзії (2):

«Джохор Дарул Тазім»: 2022, 2023
- Володар Суперкубка Малайзії (1):

«Джохор Дарул Тазім»: 2023